# Osos de Madrid
Osos de Madrid u Osos de Rivas (desde 2000), es un club deportivo de fútbol americano ubicado en Rivas-Vaciamadrid (Madrid) España.

## Historia

### Los inicios
El club se fundó como Madrid Bears en la primavera de 1989, cambiando de denominación a Osos de Madrid al inscribirse en su primera competición oficial, la II edición de la Liga Catalana de Fútbol Americano.
De esta manera Osos de Madrid se convirtió en el pionero del fútbol americano en Madrid. El club surgió como la iniciativa de una serie de atletas pertenecientes al equipo Larios y de deportistas que habían estudiado y vivido en Estados Unidos,  contando con la inestimable ayuda de diferentes personas y militares de la base aérea norteamericana de Torrejón de Ardoz. Gracias a todos ellos se consiguieron equipaciones, entrenadores y jugadores.
El equipo disputó su primer encuentro en la Comunidad de Madrid ante 500 espectadores en un partido amistoso frente a los Barcelona Búfals en julio de 1989, en el que pese a caer derrotado por 14 a 6 dejó un excelente sabor de boca, que a la postre fue vital para el desarrollo de nuevos equipos como los Madrid Panteras, Toros de Madrid y Delfines de Madrid.
La primera participación de Osos en competición oficial exigió la búsqueda de un patrocinador que sufragase los gastos del equipo. El fútbol americano en España ya era practicado, pero solo en el ámbito de Cataluña, por lo que Osos se inscribió en la II Liga Catalana de Fútbol Americano primero y en la II Supercopa después, debutando contra los que entonces eran los campeones de la liga catalana, Badalona Drags, a los que se derrotó con tan solo un partido de experiencia. Los Osos de Madrid llegaron invictos a semifinales ese mismo año, siendo derrotados por los Drags. La participación de Osos en esa competición finalizó con un cuarto y muy meritorio puesto.
La II Supercopa de Fútbol Americano supuso una progresión deportiva para los Osos de Madrid, ya que el equipo llega a la final, enfrentándose contra los poderosos Barcelona Boxers en un gran partido en el Estadio Olímpico de Barcelona, en el que los Boxers realizaron un magistral juego con el que vencieron ante 25 000 espectadores. El equipo perdió y quedó subcampeón.
Desde entonces, los Osos se han seguido manteniendo como uno de los grandes dentro del fútbol americano en España, y siempre ha jugado en la máxima categoría.

### Años 1990
- 1991. Se produce una escisión en dos ligas. Se mantiene la Liga Catalana y se crea una nueva liga llamada Spain Football League en la que participan equipos de toda España y que es transmitida por televisión. Esta liga no tuvo mucho éxito comercial, debido al desconocimiento del deporte por parte del público. En cuanto a lo deportivo fue un éxito para los Osos, siendo semifinalista durante los dos años.
- 1993. Cambia la organización de la liga, que pasa a ser organizada por los propios Clubes (American Football League); Osos vuelve a ser semifinalista.
- 1994. Se crea la Agrupación Española de Fútbol Americano (AEFA) y se organiza la primera Liga Nacional de Fútbol Americano unificada con 18 equipos en la competición. Comienza un cambio generacional en Osos coincidiendo con el apogeo de otros equipos, lo que hace que se pasen unos años sin clasificaciones destacadas: 7.º, 9.º, 7.º y 8.º aunque siempre se mantiene en primera división.
- 1999. Madrid Osos vuelve a demostrar que está en la élite del Fútbol Americano en España, consiguiendo con una plantilla nacional ser finalistas de la liga, ganando todos los partidos disputados menos la final. Jamás en la historia de la LNFA equipo alguno había conseguido llegar a la final sin jugadores extranjeros. Este subcampeonato ofrece la posibilidad a Osos de disputar por primera vez la Liga Europea de Fútbol Americano, siendo eliminados en primera ronda por Aix-en-Provence Argonautes. La siguiente temporada se vuelve a estar a buen nivel, pero se han de conformar con ser semifinalista de LNFA.

### A partir del 2000
- 2000. El equipo traslada su sede a la localidad de Rivas y pasa a denominarse Rivas Osos. Rivas es una población de 25000 habitantes, situada a 15 km de Madrid, y Osos planifica desarrollar un importante programa de fútbol americano en una localidad con población muy joven y volcada con el deporte como base del desarrollo de los jóvenes de Rivas. Se crean las Escuelas de Osos en una nueva etapa.
- 2001. Es la temporada de la confirmación del trabajo bien hecho con la base, ya que se consigue el Campeonato de Liga Nacional y la Copa de España sin contar con fichajes extranjeros. Además del campeonato de España de flag football disputado en Santurce. La victoria en Liga da derecho al equipo Osos a la segunda participación en la Liga Europea de Fútbol Americano.
- 2002. Temporada del asentamiento definitivo, se sigue con mismo entrenador y se incorporan refuerzos de cara a las competiciones europeas, y a la consolidación en Liga y Copa. De esta manera se consigue por segundo año consecutivo la Copa de España frente a Dracs. En Liga las cosas marchan muy bien y se consigue cerrar la Liga Regular sin perder un solo partido y plantándonos en la final de nuevo frente a Dracs. Lástima que por fallos y nerviosismo en la Final, ésta se perdiera, pudiendo hasta el último minuto optar al título. Con respecto a Europa tuvieron que enfrentarse a Bergamo Lions, penta campeón de Italia y campeón de Europa en las dos últimas ediciones, a la que también habría que añadir la de este año. En el partido de Rivas, con un estadio repleto (cerca de los 1.000 espectadores), los italianos se impusieron en un partido muy disputado en el que Osos en ningún momento dio por perdido el partido y lo peleó hasta el final. El resultado fue 7-35. En el partido de vuelta la lluvia afectó más al equipo de Osos que no pudo desplegar su juego de pase lo que mermó las posibilidades de al menos plantar cara de forma más plausible. El resultado final fue de 55-0.
- 2003. Se inició con el objetivo de revalidar por tercer año consecutivo el título de copa, objetivo que se logró al vencer nuevamente al equipo de Badalona en la final. Se aparcó la competición de Copa de Europa, a la que el equipo renunció por no tener un presupuesto capaz de hacernos competitivos en la Competición continental. Y en la Liga Nacional se logró nuevamente acceder a las semifinales.
- 2004. La temporada se planteó de la misma forma que la anterior, pero con la ilusión de ser el único equipo en ganar 4 Copas de España de forma consecutiva. Pero nuestras ilusiones se fueron al traste al perder en Badalona la final ante los Dracs, que se tomaron la revancha tras tres años de victorias de Osos. En la competición doméstica y ante la ausencia de extranjeros contratados se logró el pase a las semifinales. Las alegrías de la temporada vinieron por la obtención de la I Liga Madrileña y por el Campeonato de flag sub-16 que se llevaron los chavales de Rivas y con ello a representar a Madrid en el Primer torneo de Comunidades Autonómicas de Flag Football.
- 2005. Fue un año de transición tanto deportiva como institucionalmente: hubo un cambio en la directiva del equipo, se firmó un nuevo convenio con el Ayuntamiento y se quiso impulsar más las categorías inferiores. En el terreno deportivo se alcanzó las semifinales en la copa de España y se consiguió un muy meritorio cuarto puesto en la Liga, posición que no se esperaba obtener al comienzo de temporada ya que el limitado presupuesto y las bajas de jugadores importantes eran un inconveniente añadido a la competición. En categorías inferiores se estrenó el equipo sub-18 con dos partidos oficiales y con el futuro del equipo puesto en los jugadores de Rivas ya que el equipo lo componen 14 jugadores de ésta, nuestra localidad. Y el equipo sub-16 quedó por segundo año campeón de la Liga Madrileña de Flag lo que les llevó a representar a Madrid en el Torneo Spanish Flag Bowl sub-16, logrando el quinto puesto.
- 2006. Temporada de asentamiento de la nueva directiva y de consolidación deportiva, se ha vuelto a demostrar que es uno de los equipos, con jugadores nacionales, más fuertes de España, logrando alcanzar la Final de la Copa de España y se ha conseguido terminar la fase regular en primera posición, aunque al caer derrotados en semifinales la clasificación en la temporada descendiera al tercer puesto en la Liga. En categorías inferiores el equipo sub-18 ha participado en la primera Liga Nacional Junior obteniendo el octavo lugar, es un equipo muy joven que necesita más rodaje pero sigue siendo el futuro del equipo. Y el equipo sub-16 ha quedado por tercer año Campeón de la Liga Madrileña de Flag lo que les llevó, nuevamente a representar a Madrid en el Torneo Spanish Flag Bowl sub-16 donde lograron el tercer puesto.
- 2007. Osos de Rivas volvió a ganar la Copa de España frente a Pioners de L´Hospitalet en Rivas (20-3), tras derrotar en las Semifinales a Valencia Firebats -campeón de Liga 2006 y 2007- tras un ajustado partido (7-6).
- 2008. Osos repitió final de Copa de España contra L'Hospitalet Pioners, resultando esta vez ganador el equipo catalán. En su participación en la XIII edición de la LNFA Osos demostró un excelente juego ofensivo, acabando como el segundo equipo más anotador de la liga. La escuadra de Rivas estuvo comandada por Scott Mackey, quarterback proveniente de la universidad Wayne State, debido a la lesión sufrida por el histórico quarterback de Osos, Toni Velasco. El equipo concluyó la temporada regular como el tercer clasificado, con un balance de 6-2 y cayó derrotado en la semifinal en Valencia contra ADT Firebats. También fue destacable, tras varios años de trabajo de categorías inferiores, la incorporación al equipo del primer jugador proveniente de la cantera en los últimos años.
- 2009. La temporada empezó con la consecución del quinto título de Copa de España frente a Badalona Dracs en Rivas, por un exiguo marcador de 7-0. El MVP de la final fue otorgado al linebacker de Osos Daniel Rodríguez Mulas. En la LNFA la plantilla volvió a estar comandada por Scott Mackey, si bien fue traspasado en el último tramo de la temporada al equipo de Bergamo Lions. El quarterback nacional tomó entonces las riendas del equipo, que cayó derrotado en la semifinal de liga de nuevo ante los Dracs, esta vez en el campo de Montigalá por un marcador de 21-7.
- 2012. La temporada comenzó con triunfos en Copa de España en el grupo madrileño contra Camioneros y Black Demons, para caer derrotados en semifinales frente a Pioners de L´Hospitalet en el partido de semifinales celebrado en el Cerro del Telégrafo. Los refuerzos de la plantilla de cara a la competición liguera llevaron al equipo a acabar con un récord de 8-2 en temporada regular, llegando a su primera final en 10 años en la que nuevamente Pioners hizo valer su superioridad táctica en la banda en la segunda mitad del partido.
- 2013. El equipo juvenil ganó la LNFA Jr.
- 2022. La temporada empezó con la consecución del sexto título de Copa de España frente a Badalona Dracs en Rivas, con el marcador a 41-14. El MVP de la final fue otorgado al quarterback de Osos Sergio Barbero. En la LNFA la plantilla estuvo comandada por Rodney Brown, si bien sufrió una lesión en el último tramo de la temporada. El quarterback nacional tomó entonces las riendas del equipo, que llegó invicto a la final de liga. Esta se celebró durante dos jornadas en el Cerro del Telégrafo (tras haber sido suspendida en el último cuarto por una tormenta eléctrica), esta vez contra LG OLED Las Rozas Black Demons, a quién derrotaron por un marcador de 28-12.

## Cuerpo técnico
- Enrique Martín - Athletic Director
- Ricardo Martín - Head Coach&Offensive Coordinator
- Manuel Iglesias - Defensive coordinator
- Juan Antonio Escobar - OL/DL Coach
- Abel Jorna - RB/S&C Coach
- Andy Vera - DB Coach
- Marco Zárate - LB Coach
- Mario Flores - WR Coach
- Efren Tapia - OL/DL Assistant Coach